# Bill Tobin
William John "Bill" Tobin, född 20 maj 1895 i Ottawa, Ontario, Kanada, död 8 maj 1963 i Chicago, Illinois, USA, var en kanadensisk ishockeymålvakt, ishockeytränare, klubbdirektör och klubbägare.
Bill Tobin spelade professionellt för Edmonton Eskimos i Western Canada Hockey League (WCHL) under fyra säsonger åren 1921–1925. Tobin var reservmålvakt i Edmonton och spelade endast nio matcher i WCHL, under vilka han släppte in 29 mål.
Efter spelarkarriären fortsatte Tobin vara aktiv inom sporten på flera administrativa positioner i NHL-klubben Chicago Black Hawks. Säsongerna 1929–1930 och 1931–1932 var han tränare för Black Hawks och åren 1942–1954 var han sportdirektör för klubben efter att ha tagit över sysslorna från Frederic McLaughlin. Åren 1946–1950 var Tobin även delägare i laget.
Bill Tobin avled på Mercy Hospital i Chicago den 8 maj 1963 till följd av lungemfysem, 67 år gammal. Hans närmast efterlevande var frun Muriel, barnen Donald W. och Elaine, samt systrarna Maude och Gertrude.

## Statistik

### Spelare
M = Matcher, V = Vinster, F = Förluster, O = Oavgjorda, MIN = Spelade minuter, IM = Insläppta mål, N = Hållna nollor, GIM = Genomsnitt insläppta mål per match
| 1921–22     | Edmonton Eskimos | WCHL        | 4 | 2 | 2 | 1 | 230 | 12 | 0 | 3.13 | — | — | — | — | — | — | — | — |
| 1922–23     | Edmonton Eskimos | WCHL        | 1 | 1 | 0 | 0 | 60  | 1  | 0 | 1.00 | — | — | — | — | — | — | — | — |
| 1923–24     | Edmonton Eskimos | WCHL        | 1 | 0 | 1 | 0 | 60  | 4  | 0 | 4.00 | — | — | — | — | — | — | — | — |
| 1924–25     | Edmonton Eskimos | WCHL        | 3 | 2 | 1 | 0 | 180 | 12 | 0 | 4.00 | — | — | — | — | — | — | — | — |
| WCHL totalt | WCHL totalt      | WCHL totalt | 9 | 5 | 3 | 1 | 530 | 29 | 0 | 3.28 | – | – | – | – | – | – | – | – |

### Tränare
M = Matcher, V = Vinster, F = Förluster, O = Oavgjorda, P = Poäng
| Lag                 | Säsong  | Grundserie | Grundserie | Grundserie | Grundserie | Grundserie | Grundserie              | Slutspel                |
| Lag                 | Säsong  | M          | V          | F          | O          | P          | Resultat                | Resultat                |
| ------------------- | ------- | ---------- | ---------- | ---------- | ---------- | ---------- | ----------------------- | ----------------------- |
| Chicago Black Hawks | 1929–30 | 23         | 11         | 10         | 2          | 24         | 2:a i American Division | Förlust i första rundan |
| Chicago Black Hawks | 1931–32 | 48         | 18         | 19         | 11         | 47         | 2:a i American Division | Förlust i första rundan |
| Totalt              | Totalt  | 71         | 29         | 29         | 13         | 71         |                         |                         |